# John Draper
John Thomas Draper (11 de marzo de 1943), también conocido como Captain Crunch o Crunchman, es un programador y exphreaker estadounidense. Es una personalidad conocida dentro de la cultura hacker debido a sus estudios sobre el funcionamiento de los teléfonos a comienzos de los años 1970, lo que le permitió realizar llamadas de larga distancia de manera gratis. Es muy conocido en el mundillo de la programación y de la ciberseguridad, además de habitualmente llevar un estilo de vida nómada.

## Biografía
Un amigo ciego de John Draper, Joe Engressia (conocido como Joybubbles) le contó que un pequeño juguete que era distribuido como parte de una promoción del cereal Cap'n Crunch podía ser modificado para emitir un tono a 2600 Hz, la misma frecuencia que usaba AT&T para indicar que la línea telefónica estaba lista para rutear una llamada. Al hacer esto, se podía entrar en modo operador, lo que permitía explorar las diversas propiedades del sistema telefónico, y hacer llamadas gratuitas. Luego de estudiar dichas propiedades, Draper construyó la primera caja azul.
«Ya no lo hago, ya no, nunca más. Y si lo hago, es solo por un motivo, estoy aprendiendo como es el sistema. Hago lo que hago solo para aprender como funciona el sistema telefónico», comentó Draper en su sitio web "www.crunchcreations.com".
Aunque el sistema telefónico ya ha sido modificado de manera tal que las señales son transmitidas por un sistema separado, el silbato que le dio el sobrenombre a Draper se ha convertido en un objeto de colección. 
La magnitud de Draper y su descubrimiento se evidencia en el nombre de la revista 2600: The Hacker Quarterly, dedicada al submundo hacker.
Draper fue arrestado en 1972, acusado de fraude en contra de las compañías telefónicas. 
A mediados de los setenta, también, Draper conoció, y le enseñó sus técnicas, a Steve Jobs y Steve Wozniak, quienes luego fundaron Apple Computer pero que por algún tiempo se dedicaron a construir y vender cajas azules. 
De hecho, Draper fue por poco tiempo empleado oficial de Apple, creando un módem para la Apple II. El módem nunca se comercializó, en parte debido a que Draper fue nuevamente arrestado en 1977. En prisión escribió EasyWriter, el primer procesador de texto para la computadora Apple II. 
Draper trabaja actualmente escribiendo software de seguridad informática. 
En una entrevista para Gnomedex 4.0, Steve Wozniak, amigo personal del Capitán Crunch, comentó que él creía que Draper se encontraba en Corea, aunque también había trabajado durante un tiempo en la India. Señaló que «Es la persona más feliz que he conocido».